# Copa Mundial de Hockey Femenino de 1986
La VI Copa Mundial de Hockey Femenino se celebró en Amstelveen (Países Bajos) entre el 15 y el 24 de agosto de 1986 bajo la organización de la Federación Internacional de Hockey (FIH) y la Real Federación Neerlandesa de Hockey.
Los partidos se realizaron en el Estadio Wagener de la ciudad neerlandesa. Compitieron en el campeonato 12 selecciones nacionales afiliadas a la FIH por el título mundial, cuyo anterior portador era el equipo de los Países Bajos, ganador del Mundial de 1983.
El equipo de los Países Bajos conquistó su cuarto título mundial al vencer en la final al equipo de la RFA con un marcador de 0-3. El conjunto de Canadá ganó la medalla de bronce en el partido por el tercer puesto contra el equipo de Nueva Zelanda.

## Grupos
| Grupo A      | Grupo B        |
| ------------ | -------------- |
| Países Bajos | RFA            |
| Canadá       | Nueva Zelanda  |
| Australia    | Argentina      |
| Inglaterra   | URSS           |
| Escocia      | Estados Unidos |
| España       | Irlanda        |

## Primera fase
- Todos los partidos en la hora local de los Países Bajos (UTC+2).

Los primeros dos de cada grupo disputaron las semifinales. El resto disputaron los correspondientes partidos de clasificación final.

### Grupo A
| Equipo       | J | G | E | P | GF | GC | DG  | PTS |
| ------------ | - | - | - | - | -- | -- | --- | --- |
| Países Bajos | 5 | 4 | 0 | 1 | 17 | 7  | +10 | 8   |
| Canadá       | 5 | 4 | 0 | 1 | 7  | 4  | +3  | 8   |
| Australia    | 5 | 3 | 1 | 1 | 16 | 6  | +10 | 7   |
| Inglaterra   | 5 | 1 | 2 | 2 | 6  | 10 | -4  | 4   |
| Escocia      | 5 | 1 | 0 | 4 | 5  | 13 | -8  | 2   |
| España       | 5 | 0 | 1 | 4 | 5  | 16 | -11 | 1   |

- Resultados

| Fecha | Hora  | Partido      | Partido | Partido    | Resultado |
| ----- | ----- | ------------ | ------- | ---------- | --------- |
| 15.08 | 15:00 | Países Bajos | -       | Escocia    | 3-2       |
| 15.08 | 17:00 | Australia    | -       | Inglaterra | 2-2       |
| 15.08 | 19:00 | España       | -       | Canadá     | 1-3       |
| 16.08 | 15:00 | Países Bajos | -       | Inglaterra | 5-1       |
| 16.08 | 17:00 | Australia    | -       | Canadá     | 2-0       |
| 16.08 | 19:00 | España       | -       | Escocia    | 1-3       |
| 17.08 | 13:00 | Países Bajos | -       | Australia  | 3-2       |
| 17.08 | 15:00 | Inglaterra   | -       | España     | 2-2       |
| 17.08 | 17:00 | Canadá       | -       | Escocia    | 1-0       |
| 19.08 | 09:00 | Australia    | -       | España     | 3-1       |
| 19.08 | 11:00 | Inglaterra   | -       | Escocia    | 1-0       |
| 19.08 | 13:00 | Países Bajos | -       | Canadá     | 1-2       |
| 20.08 | 09:00 | Australia    | -       | Escocia    | 7-0       |
| 20.08 | 11:00 | Países Bajos | -       | España     | 5-0       |
| 20.08 | 13:00 | Inglaterra   | -       | Canadá     | 0-1       |

### Grupo B
| Equipo         | J | G | E | P | GF | GC | DG | PTS |
| -------------- | - | - | - | - | -- | -- | -- | --- |
| RFA            | 5 | 1 | 4 | 0 | 7  | 3  | +4 | 6   |
| Nueva Zelanda  | 5 | 2 | 2 | 1 | 11 | 10 | +1 | 6   |
| Argentina      | 5 | 1 | 3 | 1 | 5  | 6  | -1 | 5   |
| URSS           | 5 | 2 | 1 | 2 | 10 | 13 | -3 | 5   |
| Estados Unidos | 5 | 1 | 2 | 2 | 7  | 7  | 0  | 4   |
| Irlanda        | 5 | 1 | 2 | 2 | 9  | 10 | -1 | 4   |

- Resultados

| Fecha | Hora  | Partido        | Partido | Partido        | Resultado |
| ----- | ----- | -------------- | ------- | -------------- | --------- |
| 15.08 | 09:00 | RFA            | -       | Irlanda        | 0-0       |
| 15.08 | 11:00 | Nueva Zelanda  | -       | Argentina      | 1-1       |
| 15.08 | 13:00 | Estados Unidos | -       | URSS           | 2-3       |
| 16.08 | 09:00 | RFA            | -       | Argentina      | 0-0       |
| 16.08 | 11:00 | Irlanda        | -       | URSS           | 3-3       |
| 16.08 | 13:00 | Nueva Zelanda  | -       | Estados Unidos | 2-1       |
| 18.08 | 15:00 | URSS           | -       | Argentina      | 1-2       |
| 18.08 | 17:00 | Irlanda        | -       | Estados Unidos | 0-2       |
| 18.08 | 19:00 | RFA            | -       | Nueva Zelanda  | 2-2       |
| 19.08 | 15:00 | Irlanda        | -       | Argentina      | 3-1       |
| 19.08 | 17:00 | Nueva Zelanda  | -       | URSS           | 2-3       |
| 19.08 | 19:00 | RFA            | -       | Estados Unidos | 1-1       |
| 20.08 | 15:00 | Nueva Zelanda  | -       | Irlanda        | 4-3       |
| 20.08 | 17:00 | Estados Unidos | -       | Argentina      | 1-1       |
| 20.08 | 19:00 | RFA            | -       | URSS           | 4-0       |

## Fase final
- Todos los partidos en la hora local de los Países Bajos (UTC+2).

|  | Semifinales   | Semifinales  |   |        | Final         | Final |  |
|  |               |              |   |        |               |       |  |
|  |               |              |   |        |               |       |  |
|  |               |              |   |        |               |       |  |
|  | Canadá        | 1            |   |        |               |       |  |
|  | RFA           | 4            |   |        |               |       |  |
|  |               |              |   |        |               |       |  |
|  |               |              |   |        |               |       |  |
|  |               |              |   |        | RFA           | 0     |  |
|  |               | Países Bajos | 3 |        |               |       |  |
|  |               |              |   |        |               |       |  |
|  |               |              |   |        |               |       |  |
|  |               |              |   |        | Tercer lugar  |       |  |
|  |               |              |   |        |               |       |  |
|  | Países Bajos  | 3            |   | Canadá | 3             |       |  |
|  | Nueva Zelanda | 1            |   |        | Nueva Zelanda | 2     |  |

### Partidos de clasificación
Puestos 9.º a 12.º
| Fecha | Hora  | Partido | Partido | Partido        | Resultado |
| ----- | ----- | ------- | ------- | -------------- | --------- |
| 22.08 | 09:00 | España  | -       | Estados Unidos | 0-4       |
| 22.08 | 11:00 | Escocia | -       | Irlanda        | 2-0       |

Puestos 5.º a 8.º
| Fecha | Hora  | Partido    | Partido | Partido   | Resultado |
| ----- | ----- | ---------- | ------- | --------- | --------- |
| 22.08 | 13:00 | Inglaterra | -       | Argentina | 2-0       |
| 22.08 | 15:00 | Australia  | -       | URSS      | 7-0       |

Undécimo lugar
| Fecha | Hora  | Partido | Partido | Partido | Resultado |
| ----- | ----- | ------- | ------- | ------- | --------- |
| 23.08 | 11:00 | Irlanda | -       | España  | 1-2       |

Noveno lugar
| Fecha | Hora  | Partido | Partido | Partido        | Resultado |
| ----- | ----- | ------- | ------- | -------------- | --------- |
| 23.08 | 13:00 | Escocia | -       | Estados Unidos | 0-1       |

Séptimo lugar
| Fecha | Hora  | Partido   | Partido | Partido | Resultado |
| ----- | ----- | --------- | ------- | ------- | --------- |
| 23.08 | 15:00 | Argentina | -       | URSS    | 3-2       |

Quinto lugar
| Fecha | Hora  | Partido   | Partido | Partido    | Resultado |
| ----- | ----- | --------- | ------- | ---------- | --------- |
| 23.08 | 17:00 | Australia | -       | Inglaterra | 2-3       |

### Semifinales
| Fecha | Hora  | Partido      | Partido | Partido       | Resultado |
| ----- | ----- | ------------ | ------- | ------------- | --------- |
| 22.08 | 17:00 | Canadá       | -       | RFA           | 1-4       |
| 22.08 | 19:00 | Países Bajos | -       | Nueva Zelanda | 3-1       |

### Tercer lugar
| Fecha | Hora  | Partido | Partido | Partido       | Resultado |
| ----- | ----- | ------- | ------- | ------------- | --------- |
| 24.08 | 13:00 | Canadá  | -       | Nueva Zelanda | 3-2       |

### Final
| Fecha | Hora  | Partido | Partido | Partido      | Resultado |
| ----- | ----- | ------- | ------- | ------------ | --------- |
| 24.08 | 15:00 | RFA     | -       | Países Bajos | 0-3       |

## Clasificación general
| 1. Países Bajos   |
| 2. RFA            |
| 3. Canadá         |
| 4. Nueva Zelanda  |
| 5. Inglaterra     |
| 6. Australia      |
| 7. Argentina      |
| 8. URSS           |
| 9. Estados Unidos |
| 10. Escocia       |
| 11. España        |
| 12. Irlanda       |

### Máximas goleadoras
9 goles
- Australia Elspeth Clement
- Unión Soviética Natella Krasnikova

8 goles
- Países Bajos Lisanne Lejeune

6 goles
- Australia Jacqueline Pereira
- Irlanda Mary Barnwell
- Países Bajos Sophie von Weiler

5 goles
- Argentina Gabriela Liz
- Australia Julene Grant
- Nueva Zelanda Mary Clinton
- Estados Unidos Sheryl Johnson
- Alemania Susanne Schmid